# Harquebusier
Harquebusier (Arkebusierreiter in lingua tedesca), da non confondersi con Arquebusier ("archibugiere"), indicava una particolare forma di cavalleria pesante in forza agli eserciti dell'Europa Occidentale del XVII secolo.
Si trattava di cavalieri armati di archibugio, da utilizzarsi come rinforzo alla cavalleria armata di pistole, i pistolieri, classificabili come antesignani dei carabinieri. A differenza dei dragoni, unità militare montata che utilizzavano il cavallo solo per spostarsi più celermente disimpegnando poi normali mansioni di fanteria, gli Arkebusierreiter sparavano stando in sella, esattamente come i pistolieri.

## Storia
Il corpo degli harquebusier fu una caratteristica peculiare delle forze di cavalleria dell'Europa Settentrionale tra tardo XVI e XVII secolo: fondamentalmente il Regno d'Inghilterra ed il Regno di Svezia.
L'utilizzo di archibugieri montati, primo approccio delle armi da fuoco ai ranghi della cavalleria e non più solo della fanteria, viene riscontrato già nelle fonti relative alle Guerre d'Italia: se ne servì, per esempio, Giovanni delle Bande Nere già nel 1521-1527, anche se con modalità più simili a quelle dei dragoni seicenteschi che dei Reiter cinquecenteschi. Sempre in ambiente mediterraneo (Regno di Spagna e signorie italiane), sviluppò la tecnica del Caracollo, ideata appunto per permettere a cavalieri armati di archibugio e/o pistola a ruota di scaricare le loro armi da fuoco sul nemico prima della carica risolutiva all'arma bianca. Furono proprio degli archibugieri a cavallo spagnoli, al comando del condottiero basco Pedro de Gamboa, ad importare con successo il caracollo nelle isole britanniche, risolvendo in favore degli inglesi la Battaglia di Pinkie Cleugh (1547) contro gli scozzesi.
Verso il finire del XVI secolo, gli archibugieri a cavallo erano utilizzati come supporto per la cavalleria pesante armata di pistola e petrinale (corazzieri, pistolieri e mezze lance). La successiva evoluzione della tattica militare imposta da strateghi come Gustavo II Adolfo di Svezia nella Guerra dei trent'anni (fase svedese) (1630-1635) ed Oliver Cromwell nella Guerra civile inglese (1642-1660), impose invece gli harquebusier come forza risolutiva negli scontri tra eserciti dell'Europa Settentrionale.
Abbandonata la manovra del caracollo in favore di cariche penetranti all'arma bianca, durante le quali le armi da fuoco venivano scaricate solo all'ultimo momento o durante la mischia, l'impatto del colpo di archibugio, rispetto a quella della pistola o del petrinale in dotazione a corazzieri e pistoleri, si rivelò notevolmente maggiore.
Gli harquebusier, come i Reiter, scomparvero gradualmente dalla scena bellica europea, venendo inglobati in più generiche unità di cavalleria al principio del XVIII secolo. Nel Regno Unito, la maggior parte dei reparti di archibugieri a cavallo vennero reinquadrati come dragoni.

### Famose unità diharquebusier
- Ironsides di Oliver Cromwell;

## Equipaggiamento
Soprattutto nel Regno d'Inghilterra, l'equipaggiamento degli harquebusier era tanto caratteristico ed uniforme da far sì che, a partire dal 1620 circa, qualsiasi cavaliere equipaggiato in modo simile venisse definito harquebusier anche nel caso in cui si fosse trattato di un pistoliere.
- Armi distintive dell'harquebusier erano l'archibugio, poi trasformato in una più pratica carabina, e la spada, solitamente un costoliere da cavallo o una spadona da cavaliere (v. Reitschwert);
- La corazza degli archibugieri a cavallo era composta da corsaletto a difesa del torso, guanto d'arme e dall'elmetto "cappellina";
- Indumento distintivo dell'harquebusier britannico era il surcotto manicato scamosciato su cui veninvano allacciate le componenti metalliche della corazza.

Nonostante la scomparsa degli harquebusier al principio del Settecento, le parti della loro panoplia sopravvissero in altri corpi di cavalleria. Il corsaletto funse da modello di riferimento per i corazzieri dell'Esercito napoleonico e l'elmetto da modello per i corazzieri dell'Impero austro-ungarico impegnati, circa 1780, nelle guerre contro l'Impero ottomano.

## Galleria d'immagini

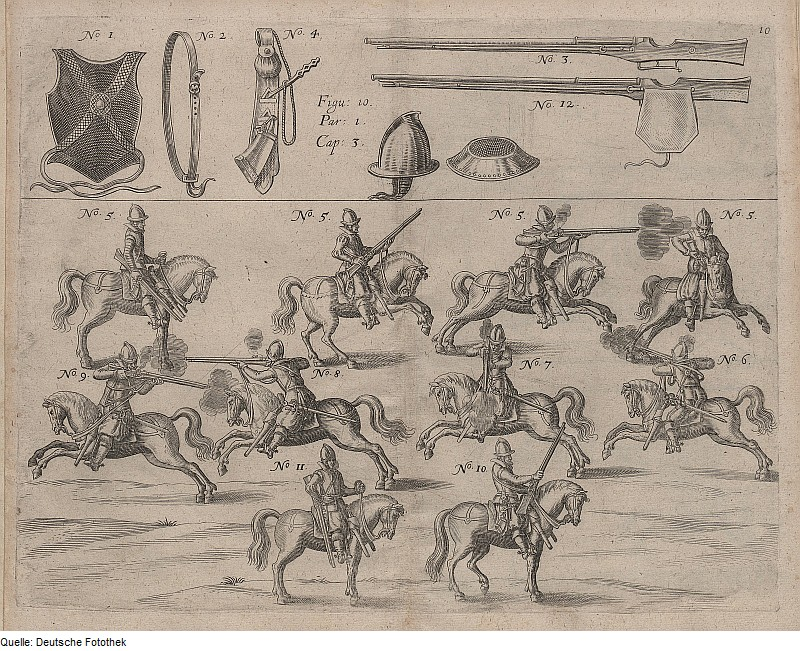
Wallhausen, Johann Jacob : von (1616), Kriegskunst zu Pferdt. Darinnen gelehrt werden die initia und fundamenta der Cavallerie, aller vier Theylen: ..., Francoforte.